# Soluta gramineoides
Soluta gramineoides – gatunek chrząszcza z rodziny kózkowatych i podrodziny zgrzypikowych. Jedyny przedstawiciel rodzaju Soluta.

## Zasięg występowania
Gatunek ten występuje w Brazylii.